# Yūzō Yamamoto
Yūzō Yamamoto (山本 有三 Yamamoto Yūzō?,  Tochigi, 27 de julio de 1887 - Atami, 11 de enero de 1974) fue un novelista y dramaturgo japonés. Su nombre real se escribía como "山本 勇造", pero se pronunciaba de igual manera que su seudónimo.

## Biografía

### Primeros años
Yamamoto nació el 27 de julio de 1887 en la ciudad de Tochigi, prefectura de Tochigi, en el seno de una familia de fabricantes de kimonos. Después de graduarse de la escuela primaria, fue instado por su padre a trabajar en el negocio de la ropa y fue enviado a Tokio por dicho propósito, sin embargo, Yamamoto se mostró reticente desde el comienzo, escapando y regresando a su ciudad natal al poco tiempo. Deseaba asistir a una escuela secundaria, pero ante la negación de su padre eventualmente terminó ayudando en el negocio familiar.
Alrededor de esta época, Yamamoto se unió a una asociación de poesía tanka presidida por el poeta Nobutsuna Sasaki y aprendió el estilo waka. En 1905, su madre le convenció en ir a Tokio nuevamente, donde asistiría una escuela de inglés. Se graduó de esta escuela tres años después, en 1908. En septiembre de 1909, a la edad de 22 años, finalmente fue capaz de ingresar a la escuela secundaria. Allí conoció a quien sería su amigo de toda la vida, Fumimaro Konoe, quien asistía a la misma clase que Yamamoto. Después de un año, abandonó la escuela secundaria e ingresó en el Departamento de Literatura Alemana de la Universidad de Tokio.

### Carrera literaria

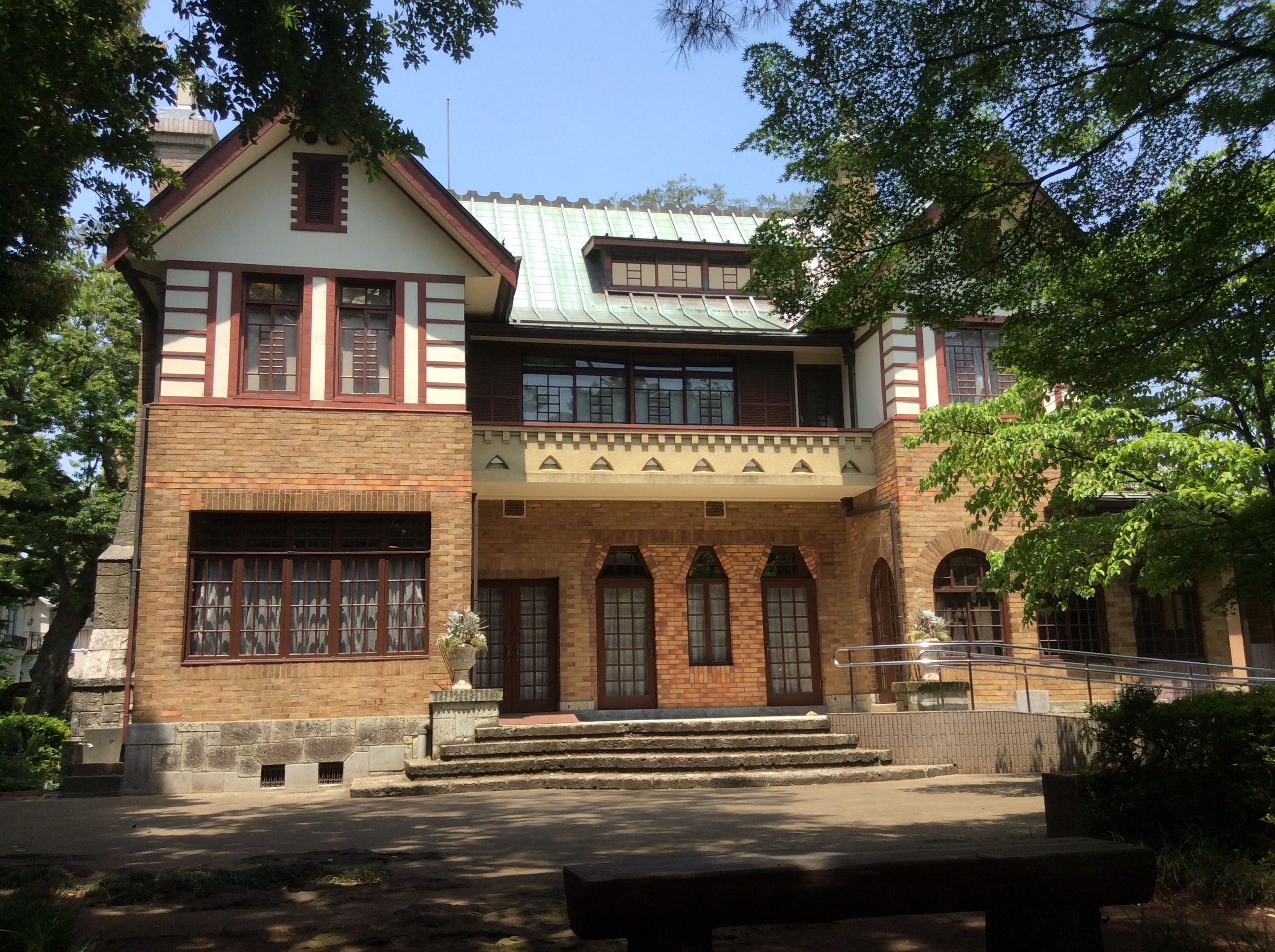
La casa de Yamamoto en Mitaka, hoy en día convertida en museo.

Después de graduarse de la universidad en 1920, hizo su debut literario con su obra Inochi no kanmuri (生命の冠). Más adelante, junto con los escritores Kan Kikuchi y Ryūnosuke Akutagawa, ayudó a cofundar la denominada Asociación de Escritores Japoneses y criticó abiertamente al gobierno militar por sus políticas de censura.
Una vez finalizada la Segunda Guerra Mundial, se unió al debate sobre la reforma del idioma japonés, y de 1947 a 1953 sirvió en la Dieta Nacional como miembro de la cámara de consejeros. Yamamoto fue bien conocido por su oposición al uso de expresiones enigmáticas en el japonés escrito y su defensa del uso limitado de furigana. En 1965, fue galardonado con la prestigiosa Orden de la Cultura. Murió en su villa de verano en Atami, Shizuoka, a la edad de 86 años. 
Yamamoto vivía en una casa construida al estilo europeo en Mitaka, Tokio, fue condenada por el Comandante Supremo de las Potencias Aliadas con su poder de dominio eminente durante el período de ocupación de 1945 a 1953. La mansión fue luego utilizada como laboratorio de archivo e investigación por organizaciones sin fines de lucro durante años, hasta que fue convertida por la ciudad en el Yūzō Yamamoto Memorial Museum en 1996. También hay un museo dedicado a él en su ciudad natal de Tochigi.

## Enlacex externos
- Wikimedia Commons alberga una categoría multimedia sobre Yūzō Yamamoto.
- Yūzō Yamamoto Memorial Museum (en japonés)

- Datos: Q986753
- Multimedia: Yūzō Yamamoto / Q986753